# Санчо, Брент
Брент Санчо (англ. Brent Sancho; род. 13 марта 1977, Порт-оф-Спейн) — тринидадский футболист, защитник. Участник чемпионата мира по футболу 2006.

## Карьера

### Клубная
Свою профессиональную карьеру Санчо начал после окончания Университета Сент-Джонс в Нью-Йорке. До этого он выступал за команду университета, где действовал в нападении.
В 1999 году игрок в первый раз перебрался в Европу, однако закрепиться в Чемпионате Финляндии ему не удалось. В 2003 году Санчо вернулся в Старый Свет и подписал контракт с шотландским клубом «Данди», за которого он выступал в течение двух сезонов. Затем защитник перебрался в английское первенство. Там тринидадец в течение трех лет играл в командах низших дивизионов.
В 2008 году футболист вернулся в США. Завершил свою карьеру Брент Санчо в тринидадском клубе «Норт-Ист Старз».

### Сборная
За сборную Тринидада и Тобаго Санчо дебютировал в 1999 году. В 2006 году он принял участие Чемпионате мира по футболу в Германии. На турнире защитник провел все три встречи за тринидадцев и в поединке против сборной Парагвая он отметился автоголом.
9 октября 2006 года, Санчо вместе с 12 партнерами по сборной объявил о завершении своей международной карьеры из-за финансовых споров с федерацией футбола Тринидада и Тобаго. Впоследствии Санчо больше не возвращался в сборную.

## Постспортивная деятельность
В 2012 году Санчо основал собственный футбольный клуб — «Сентрал».
В начале 2015 года Санчо был назначен министром спорта Тринидада и Тобаго.